# Sulcus glutaeus
De sulcus glutaeus is een huidplooi die gevormd wordt door de onderste rand van de bil en de achterzijde van de dij.  De plooi is het meest uitgesproken bij het strekken (extensie) van de heup en loopt langs de boog die gevormd wordt door de fascia glutaea.
De sulcus glutaeus is de anatomische begrenzing tussen de bil (regio glutaea) en de achterzijde van het been (regio femoris posterior).